# Clorur d'alumini
El clorur d'alumini (AlCl₃) és un compost inorgànic format per clor i alumini. És un sòlid blanc, tot i que presenta un color groc quan està impurificat amb clorur de ferro(III). A temperatura ambient es presenta com a dímer Al₂Cl₆, la seva dissociació a AlCl₃ comença a 300 °C i és completa a 1100 °C.

## Síntesi
El clorur d'alumini es produeix tractant alumini amb clor gas o clorur d'hidrogen a una temperatura d'entre 650 i 700 °C.

## Reaccions
El clorur d'alumini té una gran afinitat per l'aigua, amb la que forma l'hexahidrat AlCl₃·6H₂O.
Reacciona amb els hidrurs de calci i de magnesi en presència de tetrahidrofurà per formar l'hidrur complex d'alumini i del catió provinent de l'hidrur.
4 CaH₂ + 2 AlCl₃ → Ca(AlH₄)₂ + 3 CaCl₂

## Usos
El clorur d'alumini és probablement l'àcid de Lewis més utilitzat i un dels més forts. S'utilitza com a catalitzador en nombroses reaccions en química orgànica, com la reacció de Friedel-Crafts.